# Philipp Melanchthon
Philipp Melanchthon (numele grecizat al lui Philipp Schwarzerd – în germană „pământ negru”; n. 16 februarie 1497, Bretten, Palatinatul Elector – d. 19 aprilie 1560, Lutherstadt Wittenberg, Principatul Saxoniei) a fost un filolog, filosof, umanist, teolog, autor de manuale și poet neolatin. A fost cunoscut ca Praeceptor Germaniae. Prieten foarte apropiat cu Martin Luther, reformator el însuși, s-a distanțat, în cele din urmă de acesta, când a început să politizeze Reforma.

## Biografie

### Copilăria
Tatăl său, Georg Schwartzerdt era originar din Heidelberg și lui îi era încredințată dotarea militară a principelui. Mama sa, Barbara, fiica lui Johann (Hans) Reuter din Bretten, un negustor de vinuri și de stofe, era înrudită cu Elisabeth, unica soră a lui Johannes Reuchlin.
S-a născut în casa bunicilor de la Bretten, unde a și crescut împreună cu cei trei frați și cu sora lor. Bunicul din Brettheim (cum se numea pe atunci localitatea Bretten) s-a preocupat de educația lui de bază, îndeosebi de studiul limbii latine, grație lecțiilor lui Johannes Unger.
Copilăria i-a fost adânc marcată când tatăl său s-a întors bolnav dintr-o expediție militară (se zicea că ar fi băut apă dintr-o fântână otrăvită; dar se pare că era vorba de o boală profesională cauzată de plumb și de alte substanțe chimice care se foloseau în armata de pe atunci). Numai credința profundă a lui Georg Schwartzerdt l-a ajutat să depășească acel moment de criză.
Avea numai 11 ani când, la 17 octombrie 1507, i-a murit bunicul și la zece zile după și tatăl. În urma acestei pierderi, Filip a fost trimis la rudele de la Speyer.

### Formarea
Împreună cu fratele său Georg, au frecventat școala de latină din Pforzheim, pe când locuiau la Elisabeth (Els), sora lui Johannes Reuchlin.

## Activitate
În mod foarte discret, Luther susținea poligamia, bazându-se pe Biblie; în schimb prietenul său Melanchthon o susținea în mod fățis. În cele din urmă, poziția lor a devenit notorie când s-a aflat de bigamia landgrafului de Hessa, care fusese sfătuit de ei, ceea ce a stârnit un enorm scandal în Germania.